# Happy End (musical)
Happy End és una comèdia musical de tres actes de Kurt Weill, Elisabeth Hauptmann i Bertolt Brecht que es va estrenar per primera vegada al Theater am Schiffbauerdamm de Berlín el 2 de setembre de 1929. Es va tancar després de set representacions. El 1977 es va estrenar a Broadway, on va rutllar 75 actuacions.

## Historial de producció
Després de l'èxit de l'anterior col·laboració de Weill i Brecht, The Threepenny Opera, el duet va idear aquest musical, escrit per Hauptmann sota el pseudònim de Dorothy Lane. Les fonts de Hauptmann van incloure, entre d'altres, Major Barbara. L'estrena va tenir lloc a Berlín el 2 de setembre de 1929. La història recorda, però no la font, del conegut musical  Guys and Dolls, que es basa en el relat breu de Damon Runyon, "The Idyll of Miss Sarah Brown". Brecht va intentar agafar crèdit per a tota l'obra, però Hauptmann es va assegurar que la veritat fos coneguda.
La producció original no va ser ben rebuda. Hi va haver informes que la membre del repartiment Helene Weigel (l'esposa de Brecht) va llegir d'un pamflet comunista a l'escenari, i la producció va ser maltractada per la premsa alemanya i tancà dos dies després. Tot i això, el musical es va produir posteriorment a Europa, per primera vegada a Múnic el 1956. Entre les successives produccions hi havia Hamburg el 1957, Londres el 1965 al Royal Court Theatre, el Yale Repertory Theatre (EUA) el 1972, Oxford i el Lyric Theatre del West End el 1975 i Frankfurt el 1983, juntament amb una versió cinematogràfica alemanya de 1977.
El musical es va estrenar a Broadway al Martin Beck Theatre el 7 de maig de 1977 i es va tancar el 10 de juliol de 1977 després de 75 representacions. Dirigida per Robert Kalfin i Patricia Birch i escenificada per Birch, el repartiment estava protagonitzar Christopher Lloyd, Grayson Hall i Meryl Streep.
Es va emetre una producció del 1984 del Arena Stage de Washington DC com a part de la sèrie "America's Musical Theatre" de curta durada a la PBS. El musical es va produir al Centre Stage de Baltimore, Maryland el febrer de 1995, usant l'adaptació anglesa de Michael Feingold (com va fer la producció de l'Arena Stage).
Una producció del The Pacific Resident Theatre el 2005 va obtenir el premi del Los Angeles Drama Critics Circle com a millor revival.
Una producció del 2006 del American Conservatory Theatre de San Francisco va utilitzar l'adaptació anglesa de Michael Feingold, i també va tenir una gravació de repartiment de CD. Aquesta versió es va realitzar al Off-Broadway a Nova York el 2007.
Malgrat la mala recepció inicial de l'obra, diversos números musicals han tingut popularitat continuada, inclosos "Surabaya Johnny", cantada per Lillian Holiday i "Bilbao Song".

## Sinopsi

### Acte 1
Una banda de criminals està reunida a la cerveseria de Bill, que tramant l'assalt a un farmacèutic local mentre esperava la seva misteriosa cap femenina anomenada The Fly i el seu millor home, Bill Cracker. Bill arriba amb un barret d'Homburg : un trofeu de Gorilla Baxley, un líder de les bandes rivals de qui acaba de “tenir cura”. La colla se n'alegra: el Bill's Beer Hall ara serà el centre de la delinqüència a Xicago, tan gran com l'original Bill's Beer Hall de Bilbao ("The Bilbao Song") diu el governador que des de llavors ha estat molt burgès i respectable.
Un policia abandona una vella que sortia al carrer. Resulta ser The Fly disfressada, i els explica que hi ha una gran feina a un banc per a la nit de Nadal, a dos dies de distància. The Fly està enfadada perquè Bill va assassinar Baxley sense el seu consentiment i li fa senyals a la banda per matar-lo. The Fly marxa i la banda planeja com provocar que Bill mati al farmacèutic que tenien previst assaltar.
Una banda de l'Exèrcit de Salvació comença a tocar al carrer ("Lieutenants of the Lord"). La germana Lilian (o Lillian) Holiday porta la banda dins del bar ("March Ahead"), i comença a intentar convertir la colla. Intenten agredir-la i Bill arriba al seu rescat. Quan la colla i la banda marxen, Lilian es queda enrere amb Bill i intenta tornar a arribar a ell, cantant "The Sailors 'Tango".
El germà Hannibal torna amb la banda i queda sorprès pel comportament de Lilian. Després de trobar la pistola de Bill allà, la policia irromp i arresta Bill per l'assassinat del farmacèutic a la seva botiga.

### Acte 2
A la missió del Canal Street, el Major Stone qüestiona les accions de Lilian. Canta una reprise de "The Sailors' Tango". La policia ve a prendre la declaració de Lilian. Ella dona coartada a Bill: estava sola amb ell al bar quan es va cometre l'assassinat. El germà Hannibal es desmaia: el resultat d'una vella ferida al cap, i el Major li allibera a Lilian de totes les seves funcions i la treu de la missió. Comença el servei ("Brother Give Yourself a Shove") i les germanes Jane i Mary, que queden per fer el sermó de Lilian, fracassen.
Mentrestant, de nou al Bill's Beerhall, the Governor, el nou segon de The Fly al comandament, diu a BabyFace que The Fly havia fet un acord secret amb Gorilla Baxley per fer-se càrrec de la seva banda que ara es troba. Aconsella a BabyFace que haurà de ser dur ("Song of the Big Shot").
De tornada a la missió, Bill arriba al final del servei ("Don't Be Afraid") buscant a Lilian. Sam de la colla és allà i li diu que Lilian se n'ha anat, mentre Hannibal canta l'himne final ("In Our Childhood's Bright Endeavour").
Lilian arriba al bar buscant Bill. Sam diu que Bill està fora de la presó i a la Missió a la recerca de Lilian. The Governor agafa la seva pistola i es dirigeix a la Missió. Hannibal canta "The Liquor Dealer's Dream". The Governor i Bill surten per la porta. Es produeixen sorolls de lluitaun tret i una esquitxada. Bill interromp l'últim absteniment. "Canteu l'últim cor de nou", plora i salta per la finestra tot just quan Lilian entra per la porta principal.

### Acte 3
Nit de Nadal: Bill i la colla es preparen per al gran treball bancari. The Professor està treballant amb una ràdio i Sam es vesteix de dona. Bromegen amb Sam que canta "The Mandalay Song".
La veu de The Fly arriba per la ràdio i dona a la colla les seves instruccions. Bill serà l'encarregat d'agafar els diners. Quan la colla surt, Lilian entra. Ella està decebuda que Bill ha tornat a la seva vida de crim ("Surabaya Johnny").
Bill plora a la seva cançó, però diu que encara és dur ("Big Shot Reprise"). The Fly ve disfressat de periodista. Bill la reconeix i s'adona que gairebé li ha faltat la suspensió. Surt corrent i Lilian la persegueix.
La colla torna però Bill no es troba per enlloc. The Fly li torna a colpejar. "Cuideu-lo aquesta nit i deixeu-vos de preocupar pels diners fins demà" ("The Ballad of the Lily of Hell").
Lilian torna a la Missió i també ho fa amb Bill. El Major no vol tenir res a veure amb cap dels dos. La colla es precipita. Bill els demostra que té els diners. Un policia entra i la colla ofereix la falsa coartada que els havia donat The Fly. Però el policia està allà per interrogar Bill sobre la desaparició del governador. La porta s'obre i el governador entra ("Big Shot Reprise 2"). Només li havia tocat el cap caient en una part poc profunda del canal. Tothom és innocent així que el policia se'n va.
Ara entra The Fly, pistola en mà. Hannibal crida "Sadie!" Resulta que és el marit perdut de The Fly ("In our Childhood Reprise"). Ella li dona el botí que li envia el Major. El Major torna a Lilian a la seva feina. The Fly fa un pas endavant i diu que els dos grups haurien d'unir-se per lluitar pels pobres contra les injustícies dels rics ("Epíleg: Hosanna Rockefeller"). Un Pare Noel borratxós apareix a la finestra de dalt i tot el grup repeteix "The Bilbao Song".

## Números musicals
Pròleg – La Companyia
Acte 1
La cerveseria de Bill, 22 de desembre
- "The Bilbao Song" – The Governor, Baby Face, Bill & The Gang
- "Lieutenants of the Lord" – Lillian, The Army & The Fold
- "March Ahead" – The Army & The Fold
- "The Sailors' Tango" – Lillian

Acte 2
La Missió de l'Exèrcit de Salvació, Canal Street i la Cerveseria, 23 de desembre
- "The Sailors' Tango" (Reprise) – Lillian
- "Brother, Give Yourself a Shove" – The Army & The Fold
- "Song of the Big Shot" – The Governor
- "Don't Be Afraid" – Jane, The Army & The Fold
- "In Our Childhood's Bright Endeavor" – Hannibal
- "The Liquor Dealer's Dream" – Hannibal, The Governor, Jane, The Army & The Fold

Acte 3
Escena 1: La cerveseria, 24 de desembre
- "The Mandalay Song" – Sam & The Gang
- "Surabaya Johnny" – Lillian
- "Song of the Big Shot" (Reprise) – Bill
- "Ballad of the Lily of Hell" – The Fly

Escena 2: La missió, aquella mateixa nit, més tard
- "Song of the Big Shot" (Reprise) – The Governor & Bill
- "In Our Childhood's Bright Endeavor" (Reprise) – Hannibal & The Fly
- "Epilogue: Hosanna Rockefeller" – La Companyia
- "The Bilbao Song" (Reprise) – La Companyia

## Cita
La frase "robar un banc no és un crim comparat amb el fet de tenir-ne'n un" prové d'aquesta obra, i Brecht posteriorment l'afegí a les revisions de Threepenny Opera, tot i que originalment no apareixia a la primera producció.

## Enregistraments
Conductor/Lilian/Dame in Grau/Bill/Sam:
- Brückner-Rüggeberg/Lenya/Lenya/Lenya/Lenya (1960, orig. on Philips; Lenya sings all songs)
- Atherton/Dickinson/Dickinson/Luxon/Luxon (1975, Deutsche Grammophon; songs in true pitch)
- Latham-König/Ramm/Ploog/Raffeiner/Kimbrough (live in Cologne, 1988, Capriccio)
- Kitsopoulos/Cohn/Mugleston/Macon/Willis (live in San Francisco, 2006, Ghostlight; the American Conservatory Theater production[11]

## Premis i nominacions

### Producció original de Broadway
| Any  | Premi            | Categoria                       | Nominat                       | Resultat |
| ---- | ---------------- | ------------------------------- | ----------------------------- | -------- |
| 1977 | Tony Award       | Millor Musical                  | Millor Musical                | Nominat  |
| 1977 | Tony Award       | Millor llibret de Musical       | Elisabeth Hauptmann           | Nominat  |
| 1977 | Tony Award       | Millor banda sonora             | Kurt Weill and Bertolt Brecht | Nominat  |
| 1977 | Premi Drama Desk | Musical més destacat            | Musical més destacat          | Nominat  |
| 1977 | Premi Drama Desk | Actriu més destacada de musical | Meryl Streep                  | Nominat  |